# Elisabeth Demleitner
Elisabeth Demleitner (23 de septiembre de 1952) es una deportista alemana que compitió para la RFA en luge en la modalidad individual.
Participó en tres Juegos Olímpicos de Invierno entre los años 1972 y 1980, obteniendo una medalla de bronce en Innsbruck 1976 en la prueba individual. Ganó cuatro medallas en el Campeonato Mundial de Luge entre los años 1970 y 1979, y tres medallas en el Campeonato Europeo de Luge entre los años 1972 y 1978.

## Palmarés internacional
| Juegos Olímpicos   | Juegos Olímpicos      | Juegos Olímpicos  | Juegos Olímpicos |
| Año                | Lugar                 | Medalla           | Prueba           |
| ------------------ | --------------------- | ----------------- | ---------------- |
| 1976               | Innsbruck (Austria)   | Medalla de bronce | Individual       |
| Campeonato Mundial |                       |                   |                  |
| Año                | Lugar                 | Medalla           | Prueba           |
| 1970               | Königssee (RFA)       | Medalla de bronce | Individual       |
| 1971               | Valdaora (Italia)     | Medalla de oro    | Individual       |
| 1974               | Königssee (RFA)       | Medalla de plata  | Individual       |
| 1979               | Königssee (RFA)       | Medalla de plata  | Individual       |
| Campeonato Europeo |                       |                   |                  |
| Año                | Lugar                 | Medalla           | Prueba           |
| 1972               | Königssee (RFA)       | Medalla de plata  | Individual       |
| 1977               | Königssee (RFA)       | Medalla de oro    | Individual       |
| 1978               | Hammarstrand (Suecia) | Medalla de oro    | Individual       |